# اکتاویو پاز

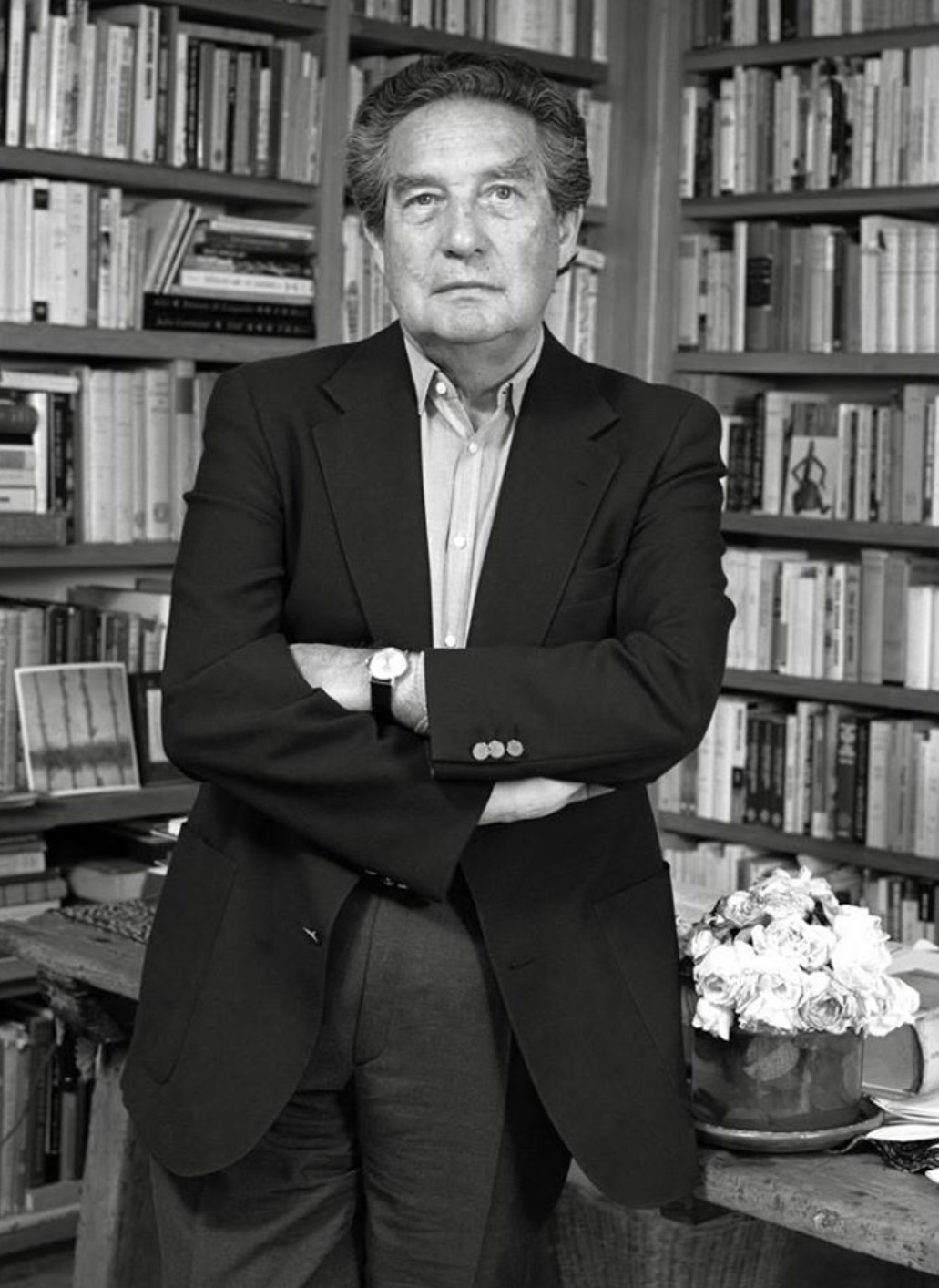
پاز در سال ۱۹۸۴

اُکتاویو پاز لوزانو (به انگلیسی: Octavio Paz Lozano)‏ (۳۱ مارس ۱۹۱۴–۱۹ آوریل ۱۹۹۸) شاعر، نویسنده، دیپلمات و منتقد مکزیکی بود.

## زندگی
اکتاویو پاز در سال ۱۹۱۴ در مکزیکوسیتی چشم به جهان گشود. در هفده سالگی به نویسندگی و شاعری پرداخت. پدرش وکیل بود و پدر بزرگش، داستان‌نویسی سرشناس. این هر دو در رشد و پرورش ذوق و استعداد پاز، تأثیر به سزایی داشت. در حقیقت پاز در جوانی ارزش‌های اجتماعی را از پدر و ادبیات را از پدر بزرگ خود آموخت و سرانجام شاعری را به جای وکالت برگزید. پاز در سال ۱۹۳۷ به والنسیا در اسپانیا سفر کرد تا در دومین کنگره جهانی نویسندگان ضد فاشیست شرکت کند در آنجا با لوییس سرنودا و تریستان تزارا آشنا شد. در سال ۱۹۴۳ با استفاده از کمک‌هزینه گوگنهایم به آمریکا رفت. در آنجا با شعر نوپردازان انگلو - آمریکایی آشنا شد. هم در این کشور بود که مطالعه دامنه‌دار و عمیق خود را دربارهٔ هویت مکزیک آغاز کرد که حاصل آن کتابی شد به نام هزار توی تنهایی. در سال ۱۹۶۲ پاز به سمت سفیر مکزیک در هند گماشته شد و به آنجا رفت. در آن‌جا با «ماری خوسه ترامینی» آشنایی به هم زد و با او ازدواج کرد. خود گفته‌است این مهم‌ترین رویداد زندگی‌ام پس از تولد بوده‌است. تأثیر تمدن هند را می‌توان در کتاب‌های متعددی که طی مدت اقامت خود در آنجا نوشته‌است، به‌ویژه در کتاب «پرتوی از هند»، به خوبی مشاهده کرد.
پاز در سال ۱۹۶۸ پاز در اعتراض به سرکوبی خونین تظاهرات آرام دانشجویان در مکزیک، قبل از شروع بازی‌های المپیک، از مقام خود کناره‌گیری کرد و از آن پس تا واپسین سال‌های زندگی خود، سردبیری و نشر چند مجله معتبر ویژه هنر و سیاست را عهده‌دار شد.

## جوایز ادبی و نوبل
در سال ۱۹۸۰ دانشگاه هاروارد به او دکترای افتخاری اهدا کرد و در سال ۱۹۸۱ مهم‌ترین جایزه ادبی اسپانیا یعنی جایزه سروانتس نصیب او شد.
سرانجام در سال ۱۹۹۰ آکادمی ادبیات سوئد، جایزه نوبل ادبیات را به اکتاویو پاز شاعر سرشناس مکزیکی به پاس نیم قرن تلاش در زمینه شعر و ادبیات مکزیک اهدا کرد. او در آنجا سخنرانی مهمی دربارهٔ «در جستجوی اکنون» ایراد کرد.

## مرگ
پاز در سال ۱۹۹۸ بر اثر بیماری سرطان درگذشت.

## نظریه
جوهر نظریه پاز دربارهٔ شعر در قالب رشته‌ای عبارات متناقض‌نما خلاصه می‌شود:
- شاعر برای دلش شعر می‌گوید، اما باید با مخاطبش ارتباط برقرار کند.
- شعر سری است که آفرینش آن را هرگز دقیقاً نمی‌توان وصف کرد، اما در عین حال نمی‌توان بی‌آن‌که به روال آفرینش آن اندیشید. به درک آن نائل شد.
- زبان ابزاری ناقص اما اجتناب‌ناپذیر برای القای بیان نشدنی‌هاست.
- شعر وجدی است که واقعیت را نفی یا دگرگون می‌کند.
- پاز هرگونه تحلیل و تبیین شعر معاصر را به قصد فهم آن عبث می‌داند.

پاز معتقد است که عشق و زبان می‌توانند ابزاری را برای کسب یگانگی و یک پارچگی در انسان پدیدآورند. شعرهای او به منزله دریچه قلب انسانی است پاک و بی‌آلایش که بر روی انسانیت و قلمروهای نا شناخته هستی گشوده می‌شود، از این رو می‌توان پاز را شاعر عشق و دوستی نامید. به نظر پاز آزادی بدون برابری و برابری بدون آزادی محقق نمی‌شود و از راه عشق و دوستی می‌توان به هر دوی آن‌ها دست یافت. پرسش پاز از خود و دیگران این است که «آیا بهتر نیست که زندگی را به صورت شعر درآوریم تا از زندگی شعر بسازیم؟ آیا شاعر نمی‌تواند به جای آفریدن شعر، خلق لحظه‌های شاعرانه زندگی را هدف اصلی خود قرار دهد؟»
مقاله‌های پاز با نثر شاعرانه‌شان هنر، ادبیات، فرهنگ، زبان و ایدئولوژی را با هجوهای هوشمندانه و مکاشفه‌های متفکرانه تجزیه و تحلیل می‌کند. کارلوس فوئنتس معتقد است: «ادبیات در آثار پاز به صورت لفظ مترادفی برای تمدن درآمده؛ این دو کلمه، شبکه‌ای از وسایل ارتباطی است و تنها جامعیت ارتباط می‌تواند چهره آدمی را بر ما آشکار کند…»

## نمونه شعر
- سپیده دم
  1.     - ؛ دست‌های سریع سرد
    - ؛ یکایک زخم بندهای تاریکی را کنار زد
    - ؛ چشمان خود را می‌گشایم
    - ؛ همچنان
    - ؛ زندگی می‌کنم
    - ؛ در کانون زخمی که
    - ؛ هم چنان تازه‌است.

## آثار
1. ماه وحشی- ۱۹۳۳
2. عقاب یا خورشید- ۱۹۵۰
3. هزار توی تنهایی- ۱۹۵۱
4. جریان متناوب- ۱۹۵۶
5. کمان و بربط- ۱۹۵۶
6. سنگ آفتاب- ۱۹۵۷
7. میمون دستورشناس- ۱۹۷۱
8. نقشی از سایه ها-۱۹۷۶
9. گزیده اشعار- ۱۹۸۴
10. درختی در درون- ۱۹۸۷
11. مجموعه اشعار- ۱۹۹۰
12. خیال پردازی های شبانه-۱۹۹۰